# 坦克登陸艦

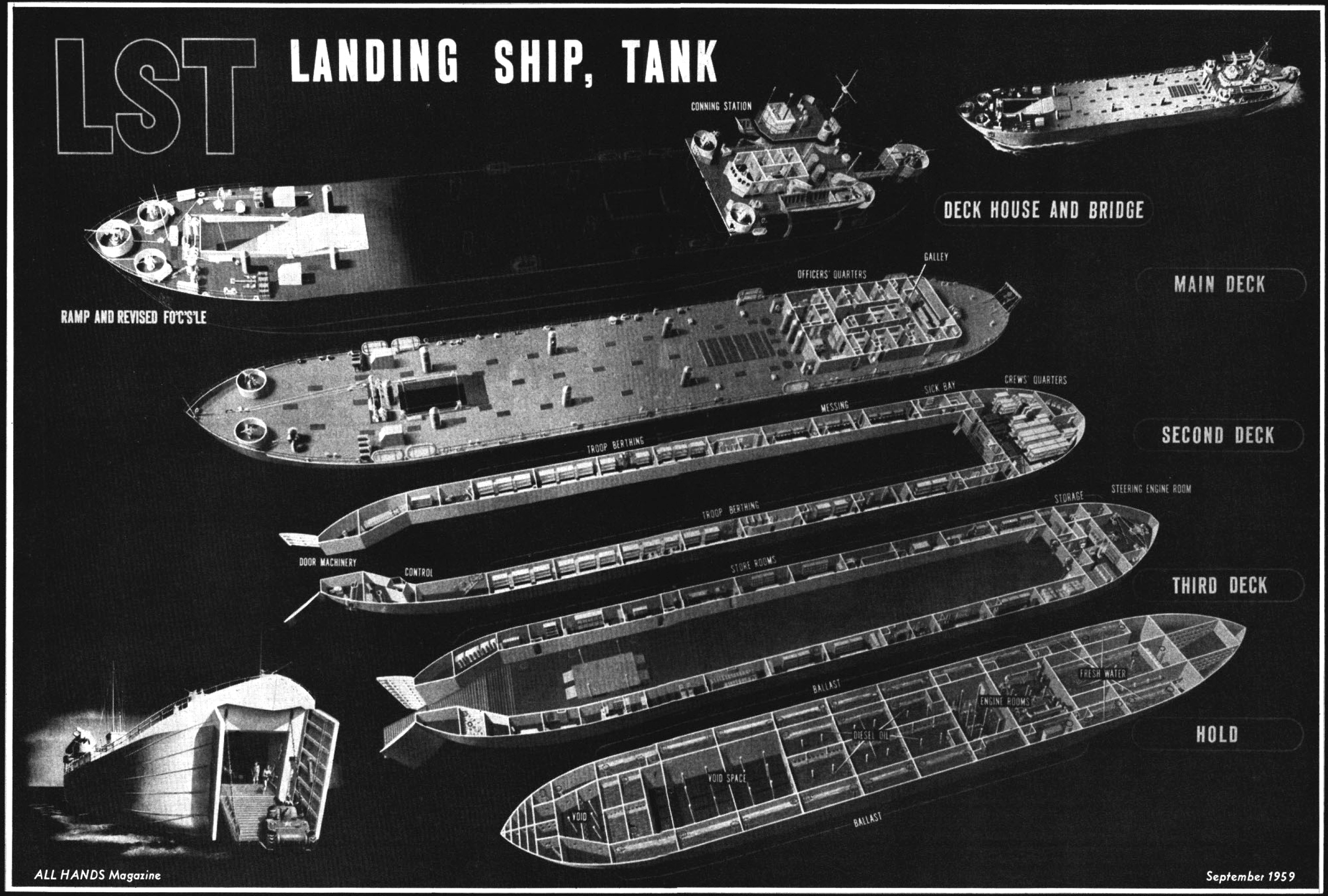
美國海軍二戰坦克登陸艦的技術圖紙

坦克登陆舰（英文：Tank landing ship）是登陆舰的一种，最初是指在第二次世界大战期间建造的一种军舰，用以将坦克、车辆、货物、登陆部队在没有码头的地方直接运送到岸上，以此支援登陆战。坦克登陆舰的船首有一扇大门可以打开，作战车辆和物资可通过坡道进出。
諾曼第登陸戰由於可用的戰車登陸艦不足而推遲一個月，以生產更多戰車登陸艦。登陸戰的第一天有311艘戰車登陸艦參戰。

## 設計
英國海軍部根據1940年英國從敦克爾克大撤退的經驗，提出同盟國需要能遠洋航行的大型艦艇，在歐洲大陸的兩棲作戰中運送戰車等車輛靠岸。1941年8月，美國總統羅斯福和英國首相邱吉爾在阿真舍海軍基地舉行會議，同意了海軍部的觀點。1941年11月，海軍部的代表團抵達美國，與美國海軍艦船局合作開發，決定由艦船局負責設計艦艇。艦船局的初步設計處長約翰·尼德米爾幾天內設計了戰車登陸艦的草圖。英國海軍部於1941年11月5日收到草圖，立即同意，並要求美國根據租借法案為皇家海軍建造200艘戰車登陸艦。草圖經過修改後做成比例模型，於1942年1月在華盛頓特區的泰勒船模試驗槽開始測試。第一批登陸艦於1942年6月10日動工，同年10月下水。:569-571
該設計採用新的壓載系統，在遠洋航行時汲水壓艙，增加艦身吃水，以保持航行穩定；在登陸時放水減少艦身吃水，以靠近灘頭。它可以載重2,100長噸（2,134公噸），艦艏有兩扇寬14英尺（4.3）的門向外打開，方便卸貨。下甲板是坦克甲板，可以裝載20輛謝爾曼坦克。較輕的車輛裝載於上層甲板。
英美將該設計稱為「盟軍二型戰車登陸艦」，由美國製造；英國設計的稱為一型和三型戰車登陸艦，由大英國協製造:827–828。美國在二戰期間建造了約1,052艘二型戰車登陸艦，設計大致相同，分成三級：LST-1級、LST-491級和LST-542級。由於LST-542級的首艦後來命名為奇蘭郡號，所以有時稱為奇蘭郡級，鄧志忠稱為LST-542郡級。此級比前級（LST-491級）火力強，並加裝了蒸餾水設備。這些設計變更使此級遠洋航行時載重降為1,900長噸（1,930公噸）。
韓戰前美國僅再造了兩艘塔爾博特郡級戰車登陸艦，這是史上唯一由蒸汽機推動的一級戰車登陸艦。但韓戰時仁川登陸的成功使得兩棲登陸再度受到重視，美國因此建造了15艘泰勒博恩堂區級戰車登陸艦，此級長度增加56英尺，將柴油引擎從兩具增加到四具，航速也提升為15節。武器升級為三門雙聯裝Mk 22型3吋50倍徑艦砲。1950年代末設計了7艘德索托郡級戰車登陸艦，航速提升到17.5節。:571
1969年開始服役的20艘新港級戰車登陸艦為了近一步提高航速，艦艏從「開口笑」改成飛剪式，搶灘時放下長度34公尺的登陸跳板，車輛可從艦上直接經過登陸跳板開下船，航速因此可提升為20節。此外艦尾也設置了兩棲車輛出口，可讓兩棲車輛進行搶攤或是讓小型機械登陸艇轉運裝備。新港級的航速使它能與船塢登陸艦及直昇機登陸突擊艦一起行動。:571-572
美國援華的戰車登陸艦，中華民國將「二型戰車登陸艦」分級為「中海級」，「新港級」分級為「中和級」。

## 逸聞
約翰·韋恩主演的海蜂突擊隊中有著名的一場戲，是戰車登陸艦遭敵火攻擊，一名海蜂把推土機從登陸艦上開下來，活埋了碉堡中的日軍。這場戲是根據寶藏群島戰役中Aurelio Tassone的事蹟改編，他因此獲得銀星勳章。

## 美國戰車登陸艦船廠舷號列表
| 船廠                          | 城市           | 州 | 舷號                                                                        |
| ----------------------------- | -------------- | -- | --------------------------------------------------------------------------- |
| American Bridge Co.           | Ambridge       | PA | 137-141, 261-295, 653-681, 754-771, 829-849, 1081-1095                      |
| Avondale Shipyard             | Avondale       | LI | 1171, 1173-1178                                                             |
| 巴斯鋼鐵廠                    | Bath           | ME | 1156-1170                                                                   |
| Bethlehem-Fairfield Co.       | Baltimore      | MD | 401-430                                                                     |
| Bethlehem-Hingham             | Hingham        | MA | 906-979, 1060-1080                                                          |
| Bethlehem Steel               | Quincy         | MA | 361-382, 1004-1027                                                          |
| Boston Navy Yard              | Boston         | MA | 301-310, 980-1003, 1028-1037, 1153-1154                                     |
| Charleston Navy Yard          | Charleston     | SC | 353-360                                                                     |
| Chicago Bridge & Iron         | Seneca         | IL | 132-136, 197-231, 511-522, 600-652, 772-774, 850-860, 1115-1152             |
| Dravo Corp.                   | Pittsburgh     | PA | 1-5, 7-15, 17-20, 22-24, 26-60, 730-753, 775-796, 884-905, 1038-1059        |
| Dravo Corp.                   | Wilmington     | DE | 6, 16, 21, 25                                                               |
| Jeffersonville Boat           | Jeffersonville | IN | 61-84, 117-121, 181, 501-510, 523-530, 682-729, 797-805, 861-873, 1096-1100 |
| Kaiser Inc.                   | Vancouver      | WA | 446-475                                                                     |
| Kaiser Inc.                   | Richmond       | CA | 476-490                                                                     |
| Missouri Valley Bridge & Iron | Evansville     | IN | 122-131, 157-180, 237-247, 491-500, 531-599, 806-828, 874-883, 1101-1114    |
| 紐波特紐斯造船廠              | Newport News   | VA | 383-400                                                                     |
| Norfolk Navy Yard             | Norfolk        | VA | 333-352                                                                     |
| 費城海軍船塢                  | Philadelphia   | PA | 319-332, 1179-1198                                                          |

## 各國坦克登陸艦
- 美国[36][37][38]
  - 二型戰車登陸艦（英語：LST(2), LST Mk2）
    - LST-1級戰車登陸艦（英语：USS LST-1）
    - LST-491級戰車登陸艦（英语：USS LST-491）
    - 奇蘭郡級戰車登陸艦（英语：USS Chelan County (LST-542)）

  - 塔爾博特郡級戰車登陸艦
  - 泰勒博恩堂區級戰車登陸艦
  - 德索托郡級戰車登陸艦
  - 新港級戰車登陸艦
  - 新型輕型登陸艦
- 中华人民共和国
  - 072II型大型登陸艦
  - 072III型大型登陸艦
  - 072A型大型登陸艦
- 中華民國
  - 中海級戰車登陸艦
  - 中和級戰車登陸艦
- 大韓民國
  - 孤隼峰級戰車登陸艦（英语：Go Jun Bong-class LST）
  - 天王峰級戰車登陸艦
- 俄羅斯
  - 短吻鱷級登陸艦
  - 波爾諾克尼級中型登陸艦（英语：Polnocny-class landing ship）
  - 蟾蜍級大型登陸艦
  - 伊凡格林級大型登陸艦

## 腳註
1. ↑  或[4]，可以譯成「盟軍二型戰車登陸艦」或「二型戰車登陸艦」。
2. ↑  
二型戰車登陸艦完工數字有1,051與1,052艘兩種說法，差別緣於取消的訂單數不同。Coakley引用參謀長聯席會議紀錄說取消100艘合約。[5]:18美國海軍部出版的《美國海軍軍艦辭典·第七冊·附錄 戰車登陸艦》中包含了互相矛盾的資料。該附錄說二戰期間訂購（對應舷號）1,152艘，取消101艘合約，1,051艘完工。[2]:571但是在附錄中列舉舷號1-1152資料，其中取消合約的舷號合計100艘[7][8]:4，照此計算應該完工1,052艘，附錄也收錄了1,152艘中1,052艘的服役紀錄[2]:572-724[6]。此後官方數字使用1,051艘[9][10]，有些來源說1,052艘[6][11][12]。
3. ↑  除此三級，《美國海軍軍艦辭典》第5、6冊還出現LST-511級，但同一艘艦在第7冊附錄就不再說是LST-511級。例如Nansemond County (LST-1064)[13][14][15]與Sedgwick County (LST-1123)[16][17][18]。USS Sedgwick County在美國海軍船籍還是列為LST-542級[19]。Rottman解釋LST-511級是對LST-491級的優化，車輛可以從露天甲板開到艦艏登陸艙[8]:10。分成三級見[8]:9-10[19][20]
4. ↑  二型戰車登陸艦原本只有舷號而無艦名，1955年7月1日起美國海軍人事處開始採用美國的郡名為二型艦名[2]:571[26]，但美軍並不簡稱二型或LST-542級為「郡級」。中華民國政府則譯為「郡級戰車登陸艦」[24][27][28]。新加坡海軍稱為"County-class"（郡級）[29]。